# Bárdos Gyula
Bárdos Gyula (Pozsony, 1958. március 15. –) szlovákiai magyar politikus, a Magyar Közösség Pártjának (MKP) volt parlamenti képviselője és frakcióvezetője. 2012-től a Csemadok elnöke.

## Élete
A szenci magyar tanítási nyelvű gimnáziumban érettségizett. Felsőfokú tanulmányait a Comenius Egyetem bölcsészkarán végezte, ahol tanári oklevelet szerzett.
1983 és 1992 között újságíróként tevékenykedett. A Príroda kiadó szerkesztő-újságírója a Szabad Földműves hetilapnál, majd 1991-től a Szabad Földműves Újság főszerkesztő-helyettese volt.
1992-ben a Magyar Kereszténydemokrata Mozgalom szóvivője lett. 1994-től 2002-ig az MKP parlamenti képviselője a szlovákiai parlamentben, 1998 és 2002 között az MKP frakcióvezetője volt. Számos bizottságnak volt tagja: a Közigazgatási és Nemzetiségi Bizottságnak, a Kulturális és Sajtó Bizottságnak, az Integrációs Bizottságnak, és a Mandátumvizsgáló és Mentelmi Bizottságnak. 2010–2012 között az MKP Országos Tanácsának elnöke. 2012. október 20. óta a Szlovákiai Magyar Társadalmi és Közművelődési Szövetség (Csemadok) országos elnöke. A 2014-es szlovákiai köztársasági elnökválasztáson az MKP elnökjelöltje.

## Családja
Nős, felesége Bárdos Ágnes újságíró, előadóművész. Két felnőtt lányuk van: Kinga és Judit. Szencen él.

## Elismerései

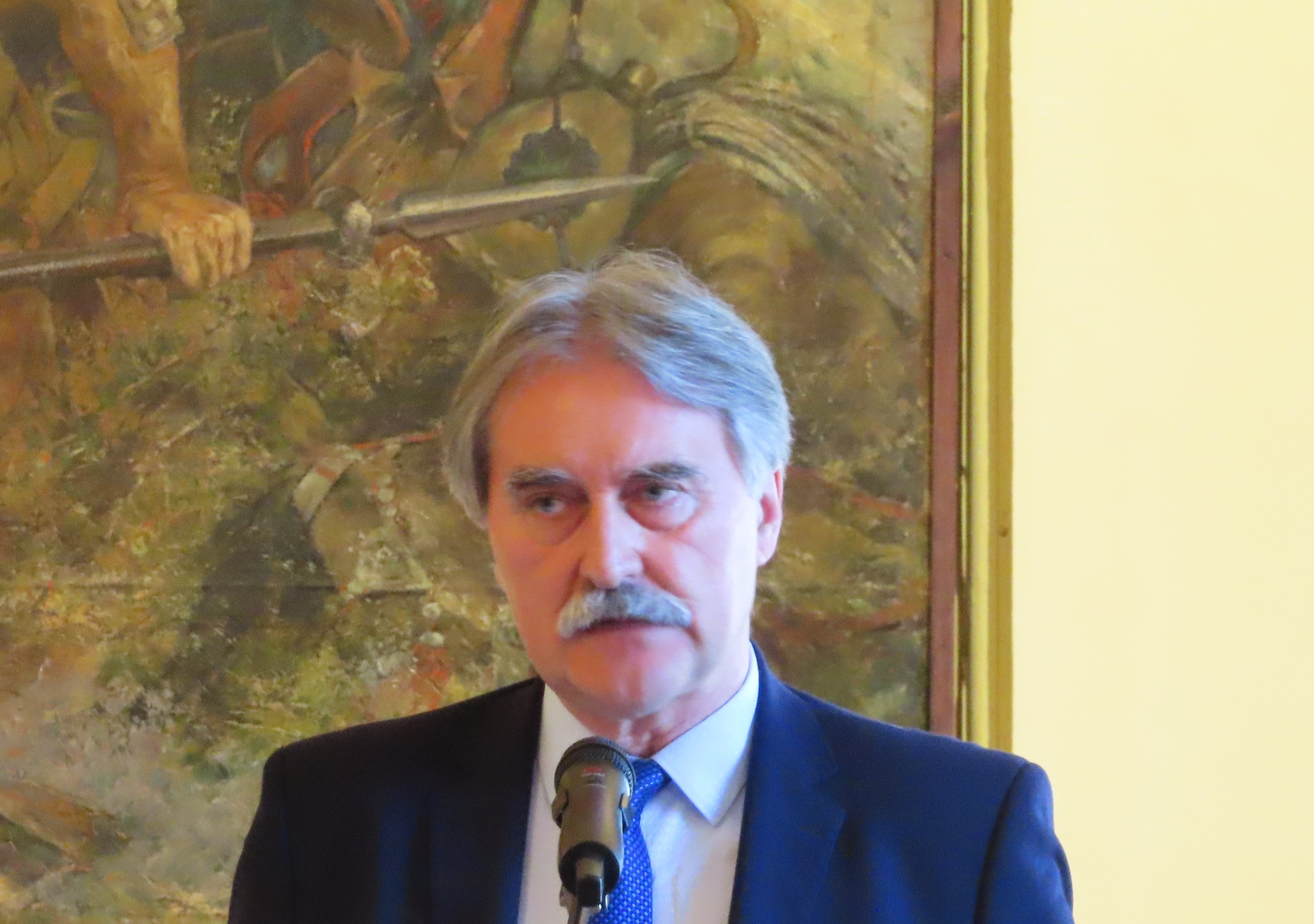
2021-ben

- 2017 Magyar Érdemrend Lovagkeresztje[6]